# Eriphosoma barbiellinii
Eriphosoma barbiellinii är en skalbaggsart som beskrevs av Julius Melzer 1922. Eriphosoma barbiellinii ingår i släktet Eriphosoma och familjen långhorningar. Inga underarter finns listade i Catalogue of Life.